# Ohinemaka (fleuve)
Le fleuve Ohinemaka  (en anglais : Ohinemaka River) est un cours d’eau de la région de la West Coast dans l’Île du Sud de la Nouvelle-Zélande.

## Géographie
Il s’écoule vers le nord-ouest à partir des pentes de l’extrémité ouest de la chaîne de « Strachan Range », atteignant la  Mer de Tasman  au sud-ouest de la baie de Bruce  .